# Wenzislaw Mutaftschijski

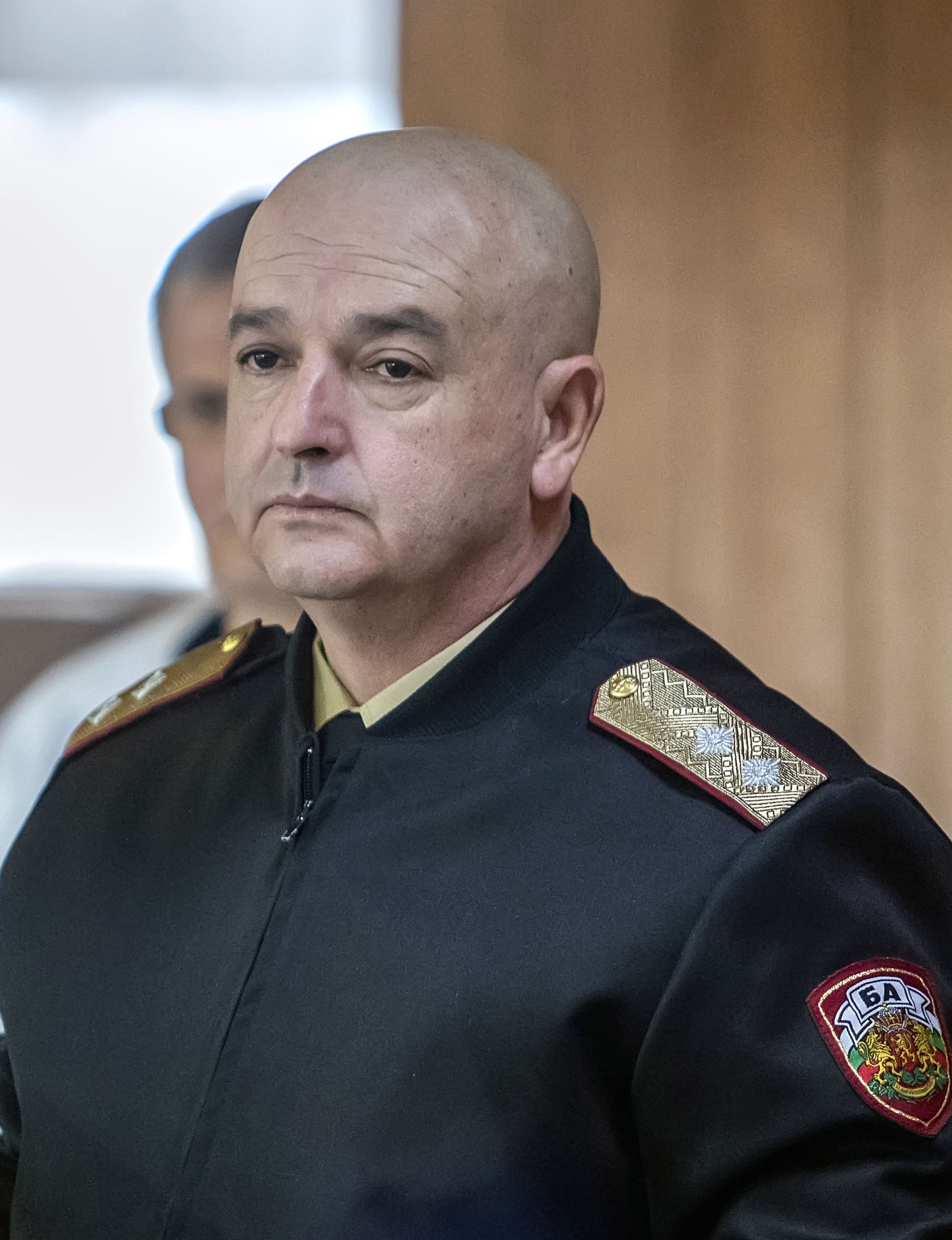
Generalmajor Mutaftschijski als Leiter des „Nationalen Operativen Hauptquartiers“ für den Kampf gegen die Coronavirus-Pandemie in Bulgarien.

Wenzislaw Metodiew Mutaftschijski (bulgarisch Венцислав Методиев Мутафчийски, gebräuchliche Transliteration Ventsislav Metodiev Mutafchiyski; * 20. August 1964 in Dupniza) ist ein Generalmajor der Bulgarischen Streitkräfte, Befehlshaber Kommando Sanitätsdienst der Bulgarischen Streitkräfte, seit 4. Mai 2017 Kommandeur resp. Rektor der Militärmedizinischen Akademie in Sofia und seit 24. Februar 2020 Leiter des „Nationalen Krisenstabs zur Coronavirus–Prävention und –Bekämpfung“ für den Kampf in Bulgarien gegen die COVID-19-Pandemie.

## Bildungsweg
Mutaftschijski schloss 1990 sein Medizinstudium an der Medizinischen Universität Sofia ab.
1996 folgte die Spezialisierung in allgemeiner Chirurgie. Zwischen 1997 und 2002 war er Assistenzprofessor an der Klinik für Gefäßchirurgie der Militärmedizinischen Akademie in Sofia. Von 2000 bis 2003 war er dort Senior Assistant Professor an der General Surgery Clinic. Von 2003 bis 2008 war er Oberassistent an der Klinik für Gastroenterologie, Leber- und Bauchspeicheldrüsenchirurgie. 2005 folgten dort Spezialisierung in Militärchirurgie sowie das Promotionsstudium am „Lehrstuhl für Gastroenterologie, Leber- und Bauchspeicheldrüsenchirurgie und Transplantologie“ unter der wissenschaftlichen Leitung von Professor Dr. med. Borimir Wassilew (bulgarisch Боримир Василев). Nach Abschluss des Promotionsstudiums am 8. August 2011 mit dem Grad „Doctor (PhD) – Military Medical Academy“ wurde Mutaftschijski 2012 zum Associate Professor berufen. Das Thema seiner Dissertation ist „Explosionstrauma – allgemeine Merkmale, Diagnose– und Behandlungsalgorithmus“, die öffentliche Verteidigung fand in Sofia am 1. Juli 2011 an der Militärmedizinischen Akademie statt. Am 4. Dezember 2014 fand die öffentliche Verteidigung seiner Dissertation zum Thema „Contemporary concept of the open abdomen“ zur Erlangung des akademischen Grades „Doktor der Wissenschaften“ in Sofia an der Militärmedizinischen Akademie statt. 2015 wurde Mutaftschijski zum „Professor – Militärmedizinischen Akademie“ für Chirurgie ernannt.
Seine Spezialgebiete sind Bauchchirurgie, Leber- und Bauchspeicheldrüsenchirurgie, laparoskopische Chirurgie, Notfallchirurgie, Lebertransplantation, intraoperativer Ultraschall.
Neben Bulgarisch als Muttersprache beherrscht er auch Englisch und Russisch.

## Militärische Laufbahn
Mutaftschijski trat 1989 in die Bulgarische Armee als Leutnant ein. Von 1991 bis 1993 war er Leiter des medizinischen Dienstes im Generalstab der Division „IV–er Kilometer“.
2014 wurde er Leiter der Abteilung für Chirurgie und stellvertretender Leiter der Militärmedizinischen Akademie in Sofia.
Professor Dr. Wenzislaw Mutaftschijski übernahm 2017 die Interimsleitung der Militärmedizinischen Akademie in Sofia.
Per Dekret Nr. 27 des Präsidenten der Republik Bulgarien Rumen Radew wurde Oberst Mutaftschijski am 7. Februar 2018 zum Leiter der Militärmedizinischen Akademie und zum Befehlshaber Kommando Sanitätsdienst der Bulgarischen Streitkräfte ernannt sowie zum Brigadegeneral befördert.
Per Dekret Nr. 96 des Präsidenten der Republik Bulgarien Rumen Radew wurde Brigadegeneral Mutaftschijski am 6. Mai 2019 zum Generalmajor befördert.

## Militärische Missionen
Mutaftschijski nahm an folgenden militärischen Missionen teil:
- Flüchtlingslager Radusha in Republik Nordmazedonien im Jahre 2000,
- Medizinische Evakuierung von Opfern des Terroranschlags in der Stadt Kerbela im Irak im Jahre 2003,
- Medizinische Evakuierung von Opfern des Terroranschlags in der Stadt Kerbela im Irak von „Landstuhl Regional Medical Center“ in Deutschland zur Militärmedizinischen Akademie in Bulgarien im Januar 2004,
- Medizinische Evakuierung von Soldaten von „Landstuhl Regional Medical Center“ in Deutschland zur Militärmedizinischen Akademie in Bulgarien im Mai 2004,
- Chirurg im spanischen Militärfeldkrankenhaus „Arena Base“ in der Stadt Herat in Afghanistan, 2006–2007.

## Lehre und Forschung an anderen Institutionen
Mutaftschijski wurde im Mai 2015 zum Professor an der Privolzhsky Research Medical University des russischen Gesundheitsministeriums in Nischni Nowgorod ernannt.

## Leiter des „Nationalen Krisenstabs zur Coronavirus–Prävention und –Bekämpfung“
Nach Ausbruch der COVID-19-Pandemie wurde Mutaftschijski am 24. Februar 2020 zum Leiter des „Nationalen Krisenstabs zur Coronavirus–Prävention und –Bekämpfung“ für den Kampf in Bulgarien gegen die COVID-19-Pandemie ernannt. Er hielt tägliche Briefings ab, in denen aktuelle Statistiken vorgestellt und Fragen von Reportern beantwortet wurden. Generalmajor Mutaftschijski gewann dadurch in kürzester Zeit an Popularität und wurde wohl zu der Persönlichkeit des öffentlichen Lebens, die mit dem Kampf gegen die COVID-19-Pandemie in Bulgarien verbunden wird.

## Positionen in anderen Organisationen
Generalmajor Mutaftschijski ist Mitglied von:
- Bulgarische Chirurgische Gesellschaft (BHD, bulgarisch БХД Българско хирургическо дружество),
- Bulgarische Gesellschaft für Gastroenterologie, Chirurgie and Oncologie (BAGHO, bulgarisch БАГХО, Българска асоциация на гастроентеролози, хирурзи и онколози),
- Europäische Gesellschaft für Unfall- und Notfallchirurgie (ESTES),
- Gesellschaft der Militärchirurgen der Vereinigten Staaten (AMSUS),
- Internationale Vereinigung der Chirurgen, Gastroenterologen und Onkologen (IASGO),
- European Digestive Surgery (EDS),
- The World Society of the Abdominal Compartment Syndrome (WSACS),
- Fellow des American College of Surgeons (FACS)[9].

## Auszeichnungen
Generalmajor Mutaftschijski hat u. a. folgende Auszeichnungen bekommen:
- Ehrenabzeichen „Für exzellenten Dienst“ 1. Grades: vom Verteidigungsminister (2011),
- Zertifikat für hohe Professionalität bei der medizinischen Versorgung von Opfern des Terroranschlags in Burgas: vom Gesundheitsminister (2012),
- Ehrenabzeichen der Bulgarischen Medizinischen Union in Silber für hohe Moral und für Professionalität in besonders schwerer Situation von nationaler Bedeutung (2012),
- Dankesbrief des Botschafters des Staates Israel für geleistete Hilfe und für Unterstützung in Bezug auf israelische Bürger als Opfer des Terroranschlags in Burgas (2013),
- Ehrenabzeichen in Silber: vom Gesundheitsminister (2016).

## Schriften (Auswahl)
(Quelle:)
- Popivanov GI, Mutafchiyski VM, Cirocchi R, Chipeva SD, Vasilev VV, Kjossev KT, Tabakov MS: Endoluminal negative pressure therapy in colorectal anastomotic leaks. In: Colorectal disease: the official journal of the Association of Coloproctology of Great Britain and Ireland. 22. Jahrgang, Nr. 3, 2020, ISSN 1462-8910, S. 243–253.
- Popivanov GI, Mutafchiyski VM, Cirocchi R, Chipeva SD, Vasilev VV, Kjossev KT, Tabakov MS: Response to Dioscoridi et al. In: Colorectal disease: the official journal of the Association of Coloproctology of Great Britain and Ireland. 2020, ISSN 1462-8910.
- Popivanov G, Cirocchi R, Popov G, Stefanovski P, Andonova R, Kjossev K, Tonchev P, Tabakov M, Penkov M, Ivanov P, Mutafchiyski V: An analysis of missed cases with surgical emergencies admitted in non-surgical departments. Case series and а review of the literature. In: Il Giornale di chirurgia. 41. Jahrgang, Nr. 1, 2020, ISSN 0391-9005.
- Mutafchiyski VM, Popivanov GI, Tabakov MS, Vasilev VV, Kjossev KT, Cirocchi R, Philipov AT, Vaseva VS, Baitchev GT, Ribarov R, Konaktchieva MN: Cystic Echinococcosis of the Breast - Diagnostic Dilemma or just a Rare Primary Localization. In: Folia medica. 62. Jahrgang, Nr. 1, 2020, ISSN 0204-8043, S. 23–30.
- D Penchev, G Kotashev, V Mutafchiyski: Endoscopic enhanced-view totally extraperitoneal retromuscular approach for ventral hernia repair. In: Surg Endosc Surgical Endoscopy: And Other Interventional TechniquesOfficial Journal of the Society of American Gastrointestinal and Endoscopic Surgeons (SAGES) and European Association for Endoscopic Surgery (EAES). 33. Jahrgang, Nr. 11, 2019, ISSN 0930-2794, S. 3749–3756.
- Popivanov G, Vasilev V, Cirocchi R, Kjossev K, Tabakov M, Penkov M, Mutafchiyski V: A rare case of life-threatening extra-peritoneal bleeding a. In: Il Giornale di chirurgia. 40. Jahrgang, Nr. 3, 2019, ISSN 0391-9005.
- Dimitar K Penchev, Plamen G Ivanov, Ventzislav M Mutafchiyski: Laparoscopy-Assisted Transanal Total Mesorectal Excision. In: Folia medica. 61. Jahrgang, Nr. 2, 2019, ISSN 0204-8043, S. 180–187.
- Salomone Di Saverio, Mihail Tabakov, Roberto Cirocchi, Georgi Popivanov, Ventsislav Mutafchiyski: Laparoscopic treatment of obstructive right colon cancer. In: Ann. Laparosc. Endosc. Surg. Annals of Laparoscopic and Endoscopic Surgery. 3. Jahrgang, 2018, S. 39.
- Petko Dimov, Ventzislav Mutafchiyski, Tsvetan Stanimirov, Emilia Naseva, Georgi Popivanov: A rare case report of a delayed postoperative cervical hematoma after thyroid redo surgery. In: Int J Surg Med International Journal of Surgery and Medicine. 2018, ISSN 2367-7414, S. 1.
- Petko Dimov, Ventzislav Mutafchiyski, Tsvetan Stanimirov, Emilia Naseva, Georgi Popivanov: A rare case report of a delayed postoperative cervical hematoma after thyroid redo surgery. In: Int J Surg Med International Journal of Surgery and Medicine. 2018, ISSN 2367-7414, S. 1.
- Georgi I Popivanov, Pavel Bochev, Radka Hristoskova, Ventsislav M Mutafchiyski, Mihail Tabakov, Anthony Philipov, Roberto Cirocchi: Synchronous papillary thyroid cancer and non-Hodgkin lymphoma: Case report. In: Medicine. 97. Jahrgang, Nr. 6, 2018, ISSN 0025-7974, S. –9831.
- Roberto Cirocchi, Popivanov Georgi, Ventsislav M Mutafchiyski, Andrea Boccolini, Justus Randolph, Lancia Massimo, Luigi Carlini: Negative pressure wound therapy versus healing by secondary intention in pressure ulcers. In: NPWTJ Negative Pressure Wound Therapy Journal. 4. Jahrgang, Nr. 2, 2017, S. 4.
- Georgi Popivanov, Kirien Kjossev, Mihail Tabakov, Ivan Inkov, Ventsislav Mutafchiyski: Temporary abdominal closure techniques in open abdomen - a word of caution. In: Int J Surg Med International Journal of Surgery and Medicine. 2017, ISSN 2367-7414, S. 1.
- Dimitar Penchev, Georgi Kotashev, Georgi Popivanov, Ventsislav Mutafchiyski: Cardiac tamponade as a life-threatening complication after laparoscopic mesh hiatal hernia repair. In: IJCRI International Journal of Case Reports and Images. 8. Jahrgang, Nr. 8, 2017, ISSN 0976-3198, S. 528.
- Vasil Kyosev, Georgi Kotashev, Vencislav Mutafchiyski, Krasimir Vasilev, Plamen Ivanov, Grigor Grigorov, Vasilena Hristova, Dimitar Penchev: TRANSANAL ENDOSCOPIC MICROSURGERY IN THE MANAGEMENT OF RECTAL CARCINOID. In: Scripta Scientifica Medica. 49. Jahrgang, Nr. 4, 2017, ISSN 0582-3250, S. 64.
- Popivanov G, Mutafchiyski V, Kjossev K: The open abdomen - still a challenge for the surgeons. Which is the best technique for temporary abdominal closure? A focus on negative pressure wound therapy. In: G. Chirurgia Giornale di Chirurgia. 38. Jahrgang, Nr. 6, 2017, ISSN 0391-9005, S. 267–272.
- Ventsislav Mutafchiyski, Georgi Popivanov, Emilia Naseva, Kyosev Vasil, Kirien Kjossev, Plamen Ivanov, Grigor Grigorov, Georgi Kotashev, Krasimir Vasilev, Marin Penkov: THE ROLE OF TRANSANAL ENDOSCOPIC MICROSURGERY IN THE TREATMENT OF T1N0 RECTAL CANCER - CASE SERIES AND REVIEW OF THE LITERATURE. In: IJSM International Journal of Surgery and Medicine. 2. Jahrgang, Nr. 2, 2016, ISSN 2367-7414, S. 50.
- Ventsislav Mutafchiyski, Georgi Popivanov, Dimitar Penchev, Albena Fakirova, Ivan Inkov, Rumen Popov: LEIOMYOSARCOMA OF INFERIOR VENA CAVA. In: IJSM International Journal of Surgery and Medicine. 2. Jahrgang, Nr. 3, 2016, ISSN 2367-7414, S. 146.
- Ventsislav Mutafchiyski, Georgi Kotashev, Mihail Tabakov, Jasmina Mihailova, Georgi Popivanov: A CASE OF LAPAROSCOPIC-ASSISTED TREATMENT OF SMALL BOWEL INTUSSUSCEPTION DUE TO METASTASES FROM MALIGNANT MELANOMA - A WORD OF CAUTION. In: IJSM International Journal of Surgery and Medicine. 2. Jahrgang, Nr. 4, 2016, ISSN 2367-7414, S. 230.
- Cirocchi R, Birindelli A, Biffl WL, Mutafchiyski V, Popivanov G, Chiara O, Tugnoli G, Di Saverio S: What is the effectiveness of the negative pressure wound therapy (NPWT) in patients treated with open abdomen technique? A systematic review and meta-analysis. In: The journal of trauma and acute care surgery. 81. Jahrgang, Nr. 3, 2016, ISSN 2163-0755, S. 575–84.
- Gergova I, Mutafchiyski V, Odisseeva E, Petrov N: Etiological structure and in vitro susceptibility to antimicrobial agents in multiprofile hospital for active treatment - sofia, military medical academy. In: Anaesthesiol. Intensive Care Anaesthesiology and Intensive Care. 45. Jahrgang, Nr. 3, 2016, ISSN 1310-4284, S. 28–30.
- Gergova I, Bogdanov N, Mutafchiyski V, Popivanov G, Odisseeva E, Petrov T. V: Study of incidence and structure of most frequent and important healthcare associated infections in multiprofile hospital for active treatment - sofia, military medical academy. In: Anaesthesiol. Intensive Care Anaesthesiology and Intensive Care. 45. Jahrgang, Nr. 3, 2016, ISSN 1310-4284, S. 26–27.
- Gergova I, Mutafchiyski V, Popivanov G, Odisseeva E, Petrov N: Carbapenem-resistant enterobacteriaceae infections options for antimicrobial therapy. In: Anaesthesiol. Intensive Care Anaesthesiology and Intensive Care. 45. Jahrgang, Nr. 3, 2016, ISSN 1310-4284, S. 23–25.
- Virsavia Vaseva, Latchezar Voynov, Toni Donchev, Rumen Popov, Ventsislav Mutafchiyski, Lyubomir Aleksiev, Krassimir Kostadinov, Nikolay Petrov: Outcomes analysis of hospital management model in restricted budget conditions. In: Biotechnology & Biotechnological Equipment Biotechnology & Biotechnological Equipment. 30. Jahrgang, Nr. 2, 2016, ISSN 1310-2818, S. 411–417.
- Vasil Kyosev, Elena Vikentieva Elefterova-Florova, Dora Nikolova Popova, Rositsa Hristova Vladimirova, Ventsislav Metodiev Mutafchiyski, Krasimir Vasilev, Plamen Ivanov, Grigor Grigorov, Georgi Kotashev, Georgi Popivanov, Vasilena Hristova, Hristo Petrov: Colorectal resections – Clinical and immunological results. In: Scripta Scientifica Medica. 1. Jahrgang, Nr. 1, 2016, ISSN 0582-3250, S. 43.
- Mutafchiyski VM, Popivanov GI, Kjossev KT, Chipeva S: Open abdomen and VAC® in severe diffuse peritonitis. In: Journal of the Royal Army Medical Corps. 162. Jahrgang, Nr. 1, 2016, ISSN 0035-8665, S. 30–4.
- Ventsislav Mutafchiyski, Georgi Popivanov, Kirien Kjossev: A case of splenic rupture after non-penetrating injury from а plastic bullet. In: Injury. 47. Jahrgang, Nr. 11, 2016, ISSN 0020-1383, S. 2596–2597.
- Ventsislav Mutafchiyski, Georgi Popivanov, Michail Tabakov, Kirien Kjossev: Surgical treatment of Crohn's disease - type of ileocolonic anastomosis and anastomotic leak rate. In: BMMR Balkan Military Medical Review. 18. Jahrgang, Nr. 2, 2015, S. 40.
- Ventsislav Mutafchiyski, Georgi Popivanov, Kirien Kjossev, Plamen Ivanov, Georgi Kotashev, Mihail Tabakov: Open abdomen and temporary abdominal closure techniques with negative pressure. In: BMMR Balkan Military Medical Review. 18. Jahrgang, Nr. 3, 2015, S. 87.
- Ventsislav Mutafchiyski, Georgi Popivanov, Kirien Kjossev, Ivan Teodosiev: Enteroatmospheric fistulas - the challenge of the open abdomen. In: Scripta Scientifica Medica. 47. Jahrgang, Nr. 2, 2015, ISSN 0582-3250, S. 49.
- Kirien Kjossev, Ventsislav Mutafchiyski, Ivan Teodosiev, Georgi Popivanov: Ingested Fork Impacted in Stomach – Challenge for Risky Endoscopy or Primary Surgery. In: Scripta Scientifica Medica. 47. Jahrgang, Nr. 1, 2015, ISSN 0582-3250, S. 81.
- Daniel Stefanov, Ventsislav Mutafchiyski, Georgi Popivanov, Kirien Kjossev, Petko Dimov, Dimitar Dimitrov: Pseudomyxoma peritonei – a report of two cases and a review of the literature. In: Scripta Scientifica Medica. 47. Jahrgang, Nr. 3, 2015, ISSN 0582-3250, S. 71.
- Kovachev S, Ganovska A, Atanasova V, Sergeev S, Mutafchiyski V, Vladov N: OPEN LAPAROSCOPY--A MODIFIED HASSON TECHNIQUE. In: Akusherstvo i ginekologiia. 54. Jahrgang, Nr. 4, 2015, ISSN 0324-0959, S. 52–6.
- Alexander Parashkevov, Ventsislav Mutafchiyski, Georgi Popivanov, Paulin Todorov: Mass casualty incidents after terrorist bombings. In: BMMR Balkan Military Medical Review. 17. Jahrgang, Nr. 3, 2014, S. 95.
- Mutafchiyski VM, Popivanov GI, Kjossev KC: Medical aspects of terrorist bombings - a focus on DCS and DCR. In: Military Medical Research. 1. Jahrgang, 2014, ISSN 2095-7467.
- Georgi Popivanov, V M Mutafchiyski, E I Belokonski, A B Parashkevov, G L Koutin: A modern combat trauma. In: J R Army Med Corps Journal of the Royal Army Medical Corps. 160. Jahrgang, Nr. 1, 2014, ISSN 0035-8665, S. 52.
- Vladov N, Lukanova Ts, Takorov I, Mutafchiyski V, Vasilevski I, Sergeev S, Odisseeva E: Single centre experience with surgical treatment of hilar cholangiocarcinoma. In: Chirurgia (Bucharest, Romania: 1990). 108. Jahrgang, Nr. 3, 2013, ISSN 1221-9118.
- I Takorov, I Vasilevski, T Lukanova, S Sergeev, V Mutafchiyski, V Mihaylov, E Odisseeva, N Vladov: 399. Application of Major Liver Surgery in the Treatment Protocol of HCC. In: European Journal of Surgical Oncology European Journal of Surgical Oncology. 38. Jahrgang, Nr. 9, 2012, ISSN 0748-7983, S. 850–851.
- N Vladov, I Vasilevski, I Takorov, V Mutafchiyski, S Sergeev, E Odiseeva, K Katzarov: Rational Surgical Aggression in Multimodal Treatment of Liver Colorectal Metastases. In: HEPATOGASTROENTEROLOGY. 59. Jahrgang, Nr. 113, 2012, ISSN 0172-6390, S. 241–244.
- Vladov N, Takorov I, Katzarov K, Mutafchiyski V, Sergeev S, Vasilevski I, Michaylov V: Pancreatic cancer--multidisciplinary approach and possibilities for surgical treatment. In: Khirurgiia. Nr. 6, 2009, ISSN 0450-2167, S. 8–15.
- Vladov N, Takorov I, Katzarov K, Mutafchiyski V, Sergeev S: Contemporary aspects in the performance of pancreatic anastomosis after pancreaticoduodenal resecions. In: Khirurgiia. Nr. 4–5, 2009, ISSN 0450-2167, S. 4–5.